# Trematomus pennellii

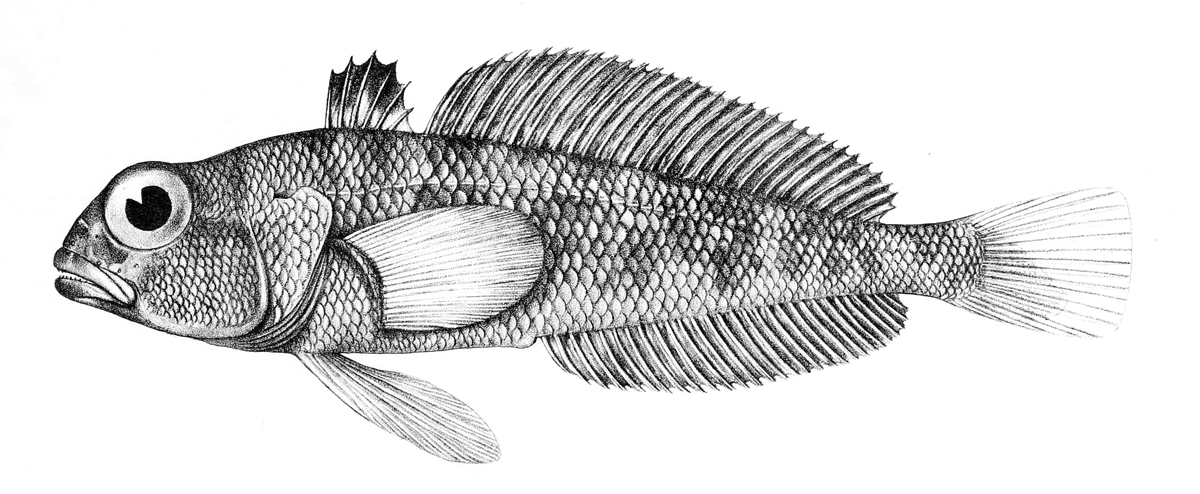
Il·lustració del 1914

Trematomus pennellii és una espècie de peix pertanyent a la família dels nototènids.
Pot arribar a fer 24 cm de llargària màxima. Té un cos marronós amb 2 o 3 punts foscos i grans amb 4-6 espines i 32-35 radis tous a l'aleta dorsal i 29-31 radis tous a l'anal. La reproducció té lloc durant l'estiu austral.
Menja poliquets i, en menor mesura, amfípodes, ous de peixos i mol·luscs. A l'Antàrtida és depredat per Cygnodraco mawsoni. És un peix Marí, demersal i de clima polar (60°S-78°S) que viu entre 0-732 m de fondària (normalment, entre 1 i 112). que viu a l'oceà Antàrtic: la dorsal del Scotia, les illes Òrcades del Sud i els mars de Davis i de Ross. És inofensiu per als humans.